# Экономика Калининградской области
Экономика Калининградской области в силу её своеобразного географического положения относительной основного массива территории России всегда отличалась целым рядом своеобразных черт, среди которых можно назвать несколько периодов радикальной реструктуризации и экспортную ориентацию.
Важнейшими отраслями экономики области являются промышленность (около 34 % ВРП по состоянию на 2009 год), также туризм и рекреационное хозяйство.

## История
В 1945 г. экономика новообразованной области подвергалась радикальной реструктуризации, перестроившись под рамки плановой административно-командной экономики СССР. В этот период в регионе в короткие сроки был создан крупный рыбопромышленный комплекс, существенно изменивший индустриальный, а вслед за тем и социально-экономический облик области. Кроме этого, увеличился вклад военно-промышленного комплекса (ВПК) в экономику области. Распад СССР привёл к деиндустриализации и частичной демилитаризации. Однако, в этот же период, с целью смягчения последствий от нарастающей изоляции области в регионе в 1996 году была создана свободная экономическая зона «Янтарь» (закон «Об Особой экономической зоне в Калининградской области»). После 1998 г., по мере расширения общероссийского рынка, куда традиционно экспортируются калининградские товары, практически не изменившийся хозяйственный режим, регулировавшийся принятым в 1996 г., экономика области перешла к импортозамещению и обслуживанию внешнеэкономических связей Российской Федерации.
В 2014—2015 годах, из-за относительно недружественной политики ЕС и стран НАТО по отношению к России экономика области сильнее всего пострадала от санкционных пакетов.
С другой стороны, федеральные власти усилили финансирование ВПК области, в том числе и за счёт размещения на её территории «Искандеров».

## Промышленность
Промышленность области была заново создана в советские годы. Центром промышленности стал Калининград, имеющий незамерзающий порт.
Между 1990 и 1996 годами промышленное производство сократилось более чем в 3 раза.
Спецификой производимой в Калининградской области продукции и направленности местных предприятий является их ориентация, прежде всего, на российский рынок: около 80 % продукции калининградских предприятий вывозится на основную территорию России.
По мере восстановления промпроизводства в 2000-х годах, область продвинулась в рейтинге российских регионов. Так, в 2003 г. область производила 35 % российских телевизоров и пылесосов, 16 % мясных и 34 % рыбных консервов страны, добывала 11 % рыбы и морепродуктов, производила 6 % мебели и 4 % целлюлозы. При том, что в 2003 году в области было произведено лишь 2,1 % российских ликероводочных изделий, Калининградская область обеспечила 24 % российского выручки от экспорта водки.
Наиболее значимые промышленные предприятия Калининградской области (на 2014 год):

### Обрабатывающие отрасли

#### Добыча полезных ископаемых
- ООО « Лукойл-Калининградморнефть »

##### Янтарная отрасль
- ГУП « Калининградский янтарный комбинат »

### Электроэнергетика
По состоянию на начало 2021 года, на территории Калининградской области эксплуатировались 10 электростанций общей мощностью 1918,6 МВт, в том числе 7 тепловых электростанций, две малые гидроэлектростанции и одна ветровая электростанция. В 2020 году они произвели 6392,6 млн кВт·ч электроэнергии. Спецификой энергетики области являются большие резервы мощности электростанций, что обусловлено анклавным расположением региона.

## Сельское хозяйство
Объем производства  сельскохозяйственной продукции в 2020 году 45,4 млрд рублей млрд рублей.  В структуре сельскохозяйственного производства 58,3 % доля сельскохозяйственных организаций. 
На 01.01.2020 численность сельского населения 226.187 человек, 22% населения Калининградской области. 

### Животноводство
Поголовье крупного рогатого скота на конец сентября 2020 года составляет 178,5 тыс. голов (+13,9% к сентябрю 2019), из них коров 77,3 тыс. голов (+13,6%), свиней 299,6 тыс. голов (+35,2%), овцы и козы 80,7 тыс. голов (–11,1%), птица 3318,7 тыс. голов  (+3,6%).  На долю сельскохозяйственных организаций приходится всего 3,5% численности овец и коз. В регионе восстановилось поголовье свиней после вспышки АЧС в 2018 году. 
Из истории: На 1 июля 2006 года поголовье крупного рогатого скота составляло 95,7 тысячи голов, свиней — 50,7 тысячи голов, овец и коз — 52,8 тысячи голов, а птицы — 2 249,3 тысячи голов. 
В Калининградской области в животноводческих хозяйствах всех категорий за 2020 год получено 212 тысяч тонн молока (+14,6%), в том числе в сельскохозяйственных предприятиях – 130,4 тыс. тонн (+18,6%). Надой на одну фуражную корову в сельхозпредприятиях 8 506 кг (+636 кг).
С увеличением производства молока возросло производство молочной продукции, в том числе масла сливочного – 3,7 тыс. тонн (+72 %); сыра и творога – 16,5 тыс. тонн (+43 %); продуктов кисломолочных – 29,5 тыс. тонн (+31 %). 

### Растениеводство
Калининградская область занимает первое место в РФ по урожайности кукурузы по итогам 2018 года. Урожайность кукурузы в регионе составляет 113 центнеров с гектара в бункерном весе. На некоторых полях в области урожайность этой культуры достигала 200 центнеров с гектара, при этом, средняя урожайность кукурузы по России составляет 49 центнеров с гектара. 
Калининградская область занимает первое место в РФ по итогам 2020 года по урожайности рапса 34,3 ц/га, средняя урожайность по России составляет 17,7 ц/га. 
В 2020 году урожай зерновых и зернобобовых составил 824 тысячи тонн в бункерном весе при средней урожайности 60 центнеров с гектара. В весе после доработки 730 тысяч тонн зерна, исторически рекордный показатель, из них 485 тысяч тонн пшеницы, 175 тысяч тонн кукурузы и 48 тысяч тонн ячменя. Валовой сбор озимого и ярового рапса составил 155 тысяч тонн при средней урожайности 36 центнеров с гектара. С учетом процента рефракции (процент уменьшения на влажность и сорность) в весе после доработки 147 тысяч тонн рапса. Это очередной рекордный для региона урожай. Рекорд 2019 года — 118,8 тысячи тонн. Валовой сбор сои 4,6 тысяч тонн при средней урожайности 30 центнеров с гектара. Это хороший показатель и для севооборотных ротаций, и для увеличения экспортного потенциала региона. 
Урожай в 2021г масличные культуры 160тыс тонн, зерновые 705тыс тонн. 

## Транспортная система
Калининград — крупный транспортный узел региона, в котором сходятся 6 железнодорожных линий и 4 автострады, имеются незамерзающие морские торговый и рыбный порты, речной порт и аэропорт.
Транспортный комплекс Калининградской области включает в себя железнодорожный, водный, воздушный, автомобильный транспорт. 
Калининградская область входит в пятёрку ведущих регионов России по количеству импортёров и экспортёров, развит транзит.
Железнодорожный (см. Калининградская железная дорога): 

внешнее железнодорожное сообщение осуществляется по двум магистралям: первая проходит через территорию Литвы и Белоруссии в Россию и страны СНГ, вторая уходит в Польшу и Германию.
Водный: 

порт Калининград и его морской аванпорт Балтийск, как единственные российские незамерзающие порты на Балтике, имеют государственное значение, обеспечивая значительную часть внешнеторговых каботажных перевозок на Балтийском море.
Воздушный: 

аэропорт Храброво имени императрицы Елизаветы Петровны.
Автотранспорт: 

по обеспеченности легковым автотранспортом Калининградская область занимает одно из первых мест в России. В 2016 году по данным ГИБДД зарегистрировано 465 818 единиц транспортных средств (в 2015 году — 461 899), что составляет 1 транспортное средство на каждых 2,10 жителя области (на 2,11 жителя — 2015 году). Юридическим лицам принадлежит 47 449 транспортных единиц (37 814 на 2015 год), а физическим лицам — 418 369.
За 2017 год автобусным транспортом всех юридических лиц перевезено 63619,1 тыс. пассажиров, пассажирооборот при этом составил 752,2 млн пассажиро-км. Организации, численность работников которых превышает 15 человек, перевезли автомобильным транспортом 2427,2 тыс. тонн грузов в 2017 году, с грузооборотом в 1044,8 млн тонно-км.

## Туристическая отрасль
Структура въездного туризма в 2011—2013 гг. в Калининград
- прекластеры (Пионерский и Балтийский).

Бренд территории:
эксклавный регион имеет туристический бренд «Янтарный край» (бренд всего Северо-Западного региона России (СЗФО) — «Российские сокровищницы»).

## Зарубежные инвестиции
В рамках международной выставки коммерческой недвижимости MIPIM-2009, прошедшей в Каннах (Франция), Правительство Калининградской области представило пять проектов на объединённой экспозиции «Russian Regions»:
- Яхтенная марина в Пионерском (рекреационный комплекс с причалом для круизных лайнеров). Стоимость проекта — 760 млн долл. США. Куратор проекта «Эмбер Лэнд компани».
- Промышленная зона «Гурьевская». Собственные средства — 100 млн долл. США. Необходимый объём внешних инвестиций — 87 млн евро. Куратор — «Земельных дел контора».
- Коттеджный посёлок «Прусская деревня». Куратор проекта «Мерсфор рус».
- Коттеджный посёлок «Светлогорье». Собственные средства компании «МосБалтСтрой» — 20 млн долл. США. Общий объём финансирования проекта — 40 млн долл. США.
- «Рыбная деревня», 3-я очередь. Этнографический торговый центр «Рыбная биржа». Куратор проекта «Компания проектного финансирования».

## Современное состояние
В начале 2010-х годов в новой, постсоветской экономической системе, наибольший удельный вес занимали торговля и сфера услуг, а также финансовые вложения, а самый низкий вклад в ВРП давали научные исследования. Благодаря соседству с Польшей и Литвой, в Калининградской области быстрее, чем в большинстве других российских регионов развивается частное предпринимательство.
Распоряжением от 18 июля, правительства Российской Федерации, Калининградской области выделили 2,328 миллиарда рублей на развитие региона в преддверии проведения чемпионата мира по футболу, который состоялся в 2018 году.